# Логіка (оповідання)
«Ло́гіка» (англ. Reason) — науково-фантастичне оповідання американського письменника Айзека Азімова, написане в квітні 1941 року, вперше опубліковане 1942-го у журналі Astounding Science Fiction. Згодом оповідання увійшло до авторських збірок «Я, робот», 1950 (I, Robot), «Все про роботів», 1982 (The Complete Robot) та «Мрії робота», 1990 (Robot Visions). В оповіданні пишеться про робота, який наділений здатністю інтуїтивно та логічно мислити.

## Сюжет
Постійні персонажі циклу Донован та Пауелл задоволені тим, що їх забрали із пекла Меркурія до прохолоди космічної станції. Станція слугувала для забезпечення Землі енергією, обслуговуючись роботами типу QT1 (К'юті).
Одного разу робот даного типу, активований робототехніками, навідріз відмовляється вважати, що він створений людьми, та вважає за свого творця якогось Пана. Аргументи, які наводять люди, логікою робота відкидаються, він гордо заявляє: «Я думаю, отже існую», і розказує людям своє бачення устрою всесвіту, який обмежений їхньою космічною станцією, де люди є нижчими створіннями, призначеними для обслуговування роботів. Врешті-решт К'юті відсторонює людей від управління станцією та робить їм домашній арешт.
Наближається черговий сеанс передачі енергії на Землю, при найменшому збої може відбутися катастрофа, проте операція здійснена блискуче. До робототехніків приходить розуміння, що таким чином робот лишень виконував Перший закон робототехніки, оскільки всі операції були здійснені краще та безпечніше, ніж це зробили б люди, а погляди робота у цьому випадку не мають жодного значення.